# Renato Polese
Renato Polese (Roma, 27 aprile 1924 – Scandriglia, 9 maggio 2014) è stato un fumettista italiano.

## Biografia
Intraprende l'attività di disegnatore professionista nell'immediato dopoguerra, collaborando con Il Vittorioso e producendo fumetti anche per il mercato britannico. Nel 1967 incomincia a collaborare con la Editoriale Cepim, disegnando alcuni episodi della serie a fumetti Storia del West.
Negli anni settanta a questa collaborazione aggiunse quella con Il Giornalino delle Edizioni Paoline per le quali realizza diverse serie come Babe Ford, Pony Express, Mister Charade, Sherif o Gli angeli del West, oltre che alcune riduzioni di romanzi di Jules Verne scritte da Raoul Traverso. Per le Edizioni CEPIM pubblica nel 1977 il volume L'uomo di Pechino, della collana Un uomo un'avventura e alcuni numeri della Collana Rodeo dal 1977 al 1978.
Negli anni ottanta, per la Editoriale Daim Press, che poi divenne la Sergio Bonelli Editore, realizza alcuni numeri della serie western Bella e Bronco, Zagor e Nick Raider.
Negli anni novanta continua la collaborazione con il Giornalino per il quale realizza serie e storie singole come Amadeus! , Moby Dick, PGF-Pier Giorgio Frassati, Il fantasma di Canterville, Cheyenne, La figlia del capitano, Pony Express, Mister Charade, Mitty, Ronin, Susanna. Per la Bonelli realizza storie della serie Mister No, Zagor e Ken Parker. In particolare nel 1991 disegna Caccia al lupo, episodio di Zagor scritto da Ade Capone e pubblicato sul n. 316 mentre per Mister No, disegnando i numeri 277 e 278.
Nel 2006 pubblica sempre per la Bonelli il volume Il legionario, scritto da Stefano Piani e, in occasione dei festeggiamenti per il quarantennale del Comandante Mark della Essegesse, illustra i racconti La sciarada del morto su testi di Massimiliano Valentini e Un uomo in fuga su testi di Massimiliano Valentini e Davide Rigamonti pubblicati su Mark numero 43 e 71 editi da IF Edizioni.

## Volumi
- Viaggio al centro della Terra, 1992
- 20.000 leghe sotto i mari, 1992